# Solemn League and Covenant

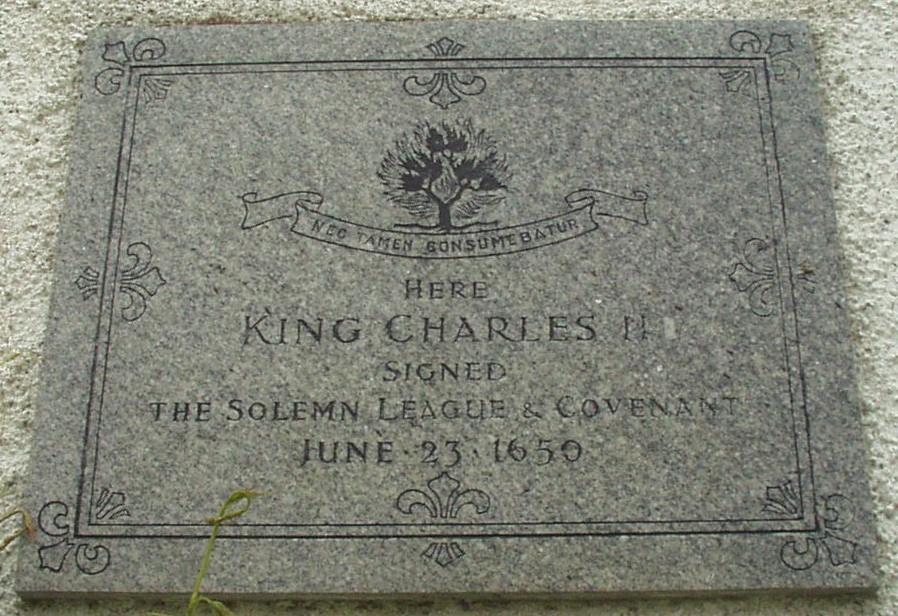
Gedenkstein an die Unterzeichnung der Solemn League and Covenant durch Karl II.

Der Solemn League and Covenant war ein Abkommen, das während des Englischen Bürgerkrieges zwischen den schottischen Covenanters und Führern des englischen Parlamentes 1643 getroffen wurde.

## Geschichte
Die Erfolge der royalistischen Armee und deren möglichen Verstärkung durch irisch-katholische Truppen veranlasste die protestantischen Führer des englischen Parlamentes, die schottischen Covenanters um Unterstützung zu bitten. Die presbyterianischen Covenanters sagten zu, den Kampf des Parlaments gegen die „Papisten“ zu unterstützen, machten es aber zur Bedingung, dass das schottische System der Kirchenverwaltung in England übernommen würde. Für die Mehrheit im sogenannten „Langen Parlament“ war diese Bedingung annehmbar. Viele von ihnen waren selbst Presbyterianer, andere dagegen sahen schlichtweg keine andere Möglichkeit, wollten sie den Bürgerkrieg nicht verlieren.
Nach einigen Verhandlungen wurde ein Dokument aufgesetzt, das Solemn League and Covenant (bedeutete hier „feierliches Bündnis und Abkommen“) genannt wurde. Es war praktisch ein Vertrag zwischen England und Schottland, der die Sicherheit der reformierten Religion in Schottland garantierte und die Reformation der Religion in England und Irland „entsprechend dem Wort Gottes und dem Beispiel der am meisten reformiertesten Kirche“ sowie die Beseitigung des „Papismus“ und des Prälatentums in England vorsah. Er erwähnte nicht ausdrücklich den Presbyterianismus und enthielt einige mehrdeutige Formulierungen, die ihn für die Independents, eine andere starke parlamentarische Splittergruppe, die besonders stark in der Parlamentsarmee vertreten war, akzeptabel machen sollten. Er wurde vom englischen Langen Parlament und mit leichten Abänderungen von der Westminstersynode gebilligt und sollte nach dem Willen des Parlaments von jedem Engländer mit Erreichen des 18. Lebensjahrs unterschrieben werden. Die Übereinkunft führte dazu, dass die Covenanter eine Armee nach England schickten, um auf der Seite des Parlaments im ersten englischen Bürgerkrieg zu kämpfen, unter anderem in der Schlacht von Marston Moor 1644. Nicht alle auf Seiten des Parlaments waren mit diesem Abkommen glücklich und einige von ihnen wie John Lilburne entschieden sich die parlamentarische Armee lieber zu verlassen als den vorgeschriebenen Eid zu leisten, der das Solemn League and Covenant-Abkommen bekräftigen sollte. 
Nachdem die Royalisten den ersten Bürgerkrieg verloren hatten, konnte Karl I. mit der Mehrheit der Covenanter, den sogenannten Engagers, im Dezember 1647 ein geheimes Übereinkommen treffen, in dem diese einwilligten, den König in einem zweiten Bürgerkrieg gegen ihren gemeinsamen Feind, die Independents, zu unterstützen, wenn dieser im Gegenzug den Presbyterianismus in England für drei Jahre für verbindlich erklären würden. Die Royalisten und die Covenanter wurden 1648 in der Schlacht von Preston geschlagen und Karl I. wurde im Januar 1649 hingerichtet. 
Die Covenanter drangen nun auf den im Exil lebenden Karl II. ein, die Bestimmungen des Solemn League and Covenant im Vertrag von Breda 1650 zu erneuern. Mit der Niederlage der royalistischen und schottischen Armee in der Schlacht von Worcester 1651 verlor der Solemn League and Covenant seine Bedeutung, da die Macht der Presbyterianer in England und Schottland gebrochen war.
Nach der Wiederherstellung der Monarchie 1660 wurde vom englischen Parlament ein Gesetz verabschiedet, das den Solemn League and Covenant für nichtig erklärte und alle Personen in öffentlichen Ämtern verpflichtete, diesem abzuschwören. Der Vertrag wurde öffentlich von einem Henker verbrannt.